# Église des Tertiaires (Braga)
L'église des Tertiaires (igreja dos Terceiros) est une église baroque située à Braga, au Portugal, dans le quartier (freguesia) São José de São Lázaro, fameuse pour ses azulejos.

## Histoire et description
L'église est bâtie en 1690 sur les aumônes des fidèles à l'usage des tertiaires franciscains. 
La façade est sobre, surmontée d'un fronton brisé au-dessous d'une croix. On remarque une grande statue de la Vierge de l'Assomption, couronnée et les mains jointes, soulevée par des angelots. La facade possède également des armoiries en cartouches.
À l'intérieur, le plafond est voûté en pierre. Les autels sont décorés de retables dorés et les murs sont carrelés d'azulejos aux motifs hagiographiques, signés de Nicolau de Freitas.
L'église est classée comme édifice d'intérêt public depuis 2012.

## Illustrations

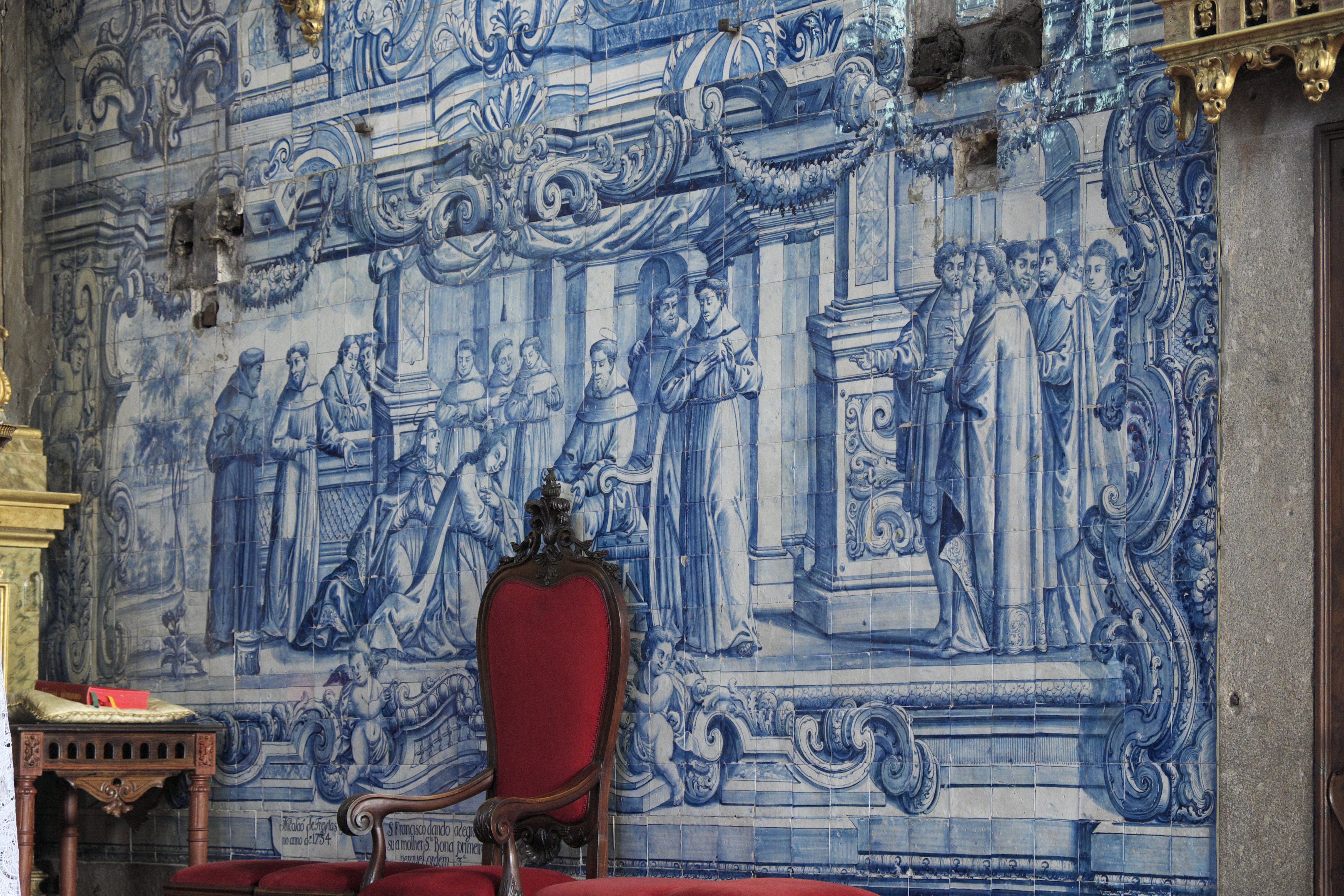
Mur d'azulejos
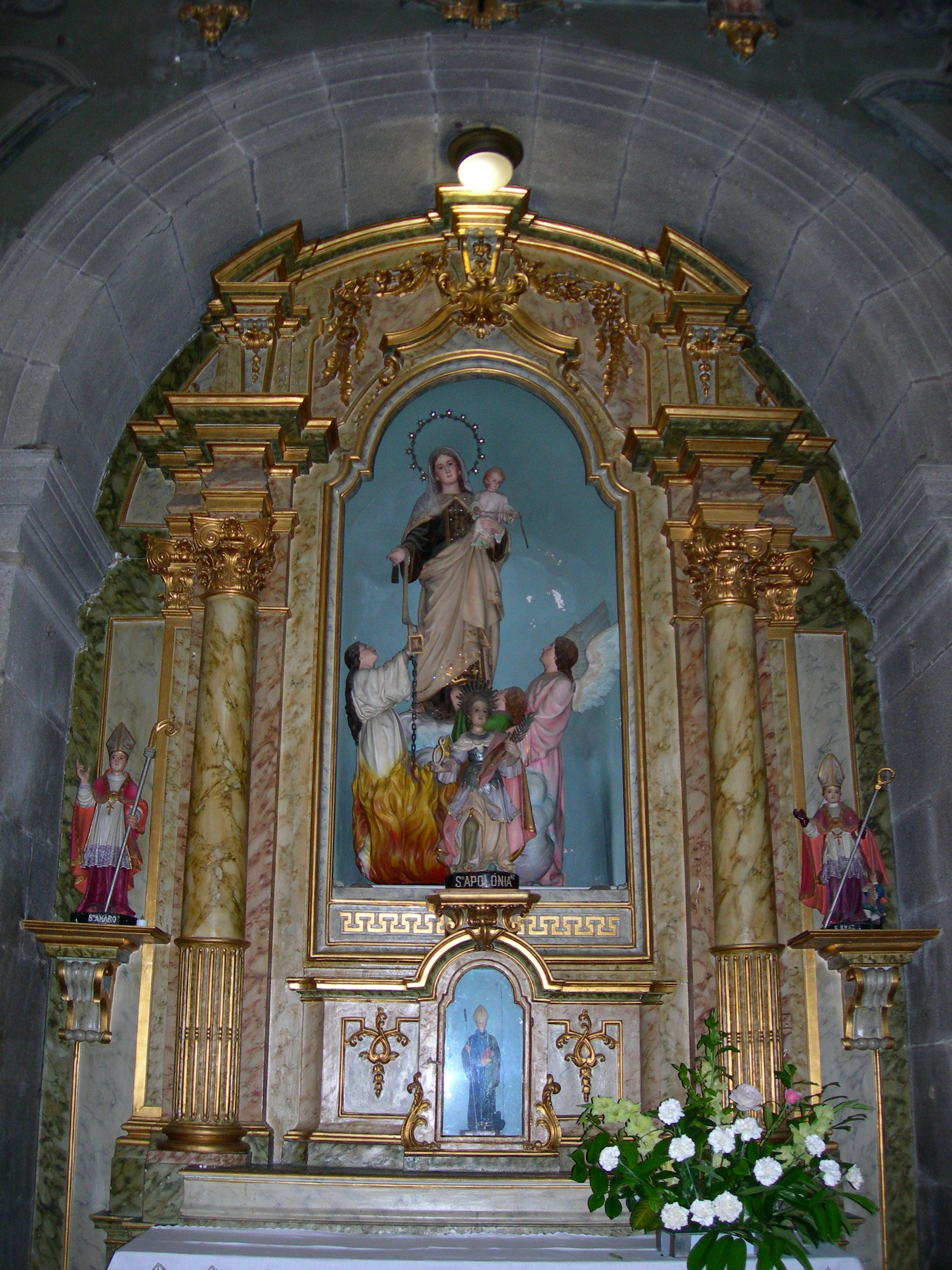
Autel de la Vierge
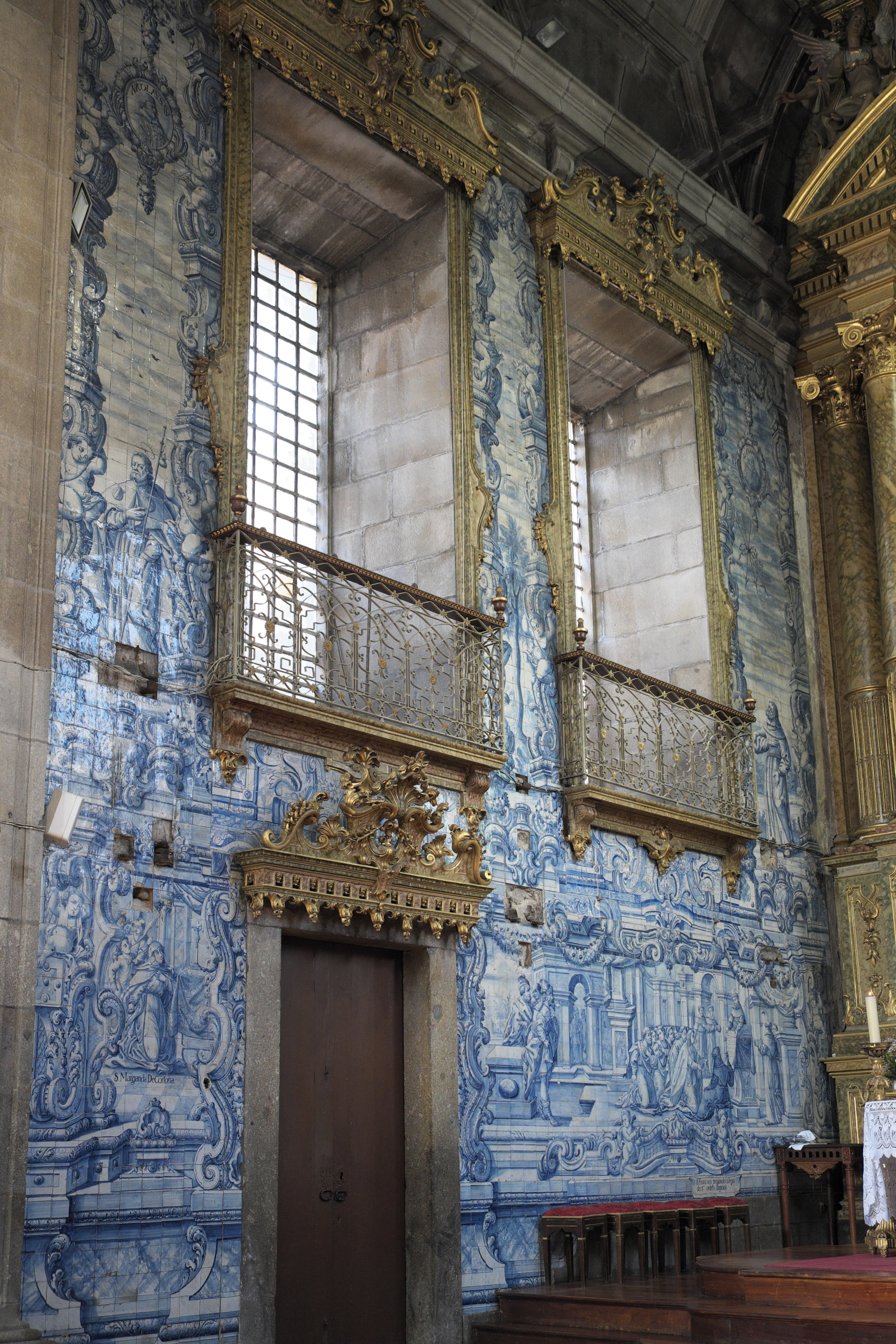
Détail d'azulejos
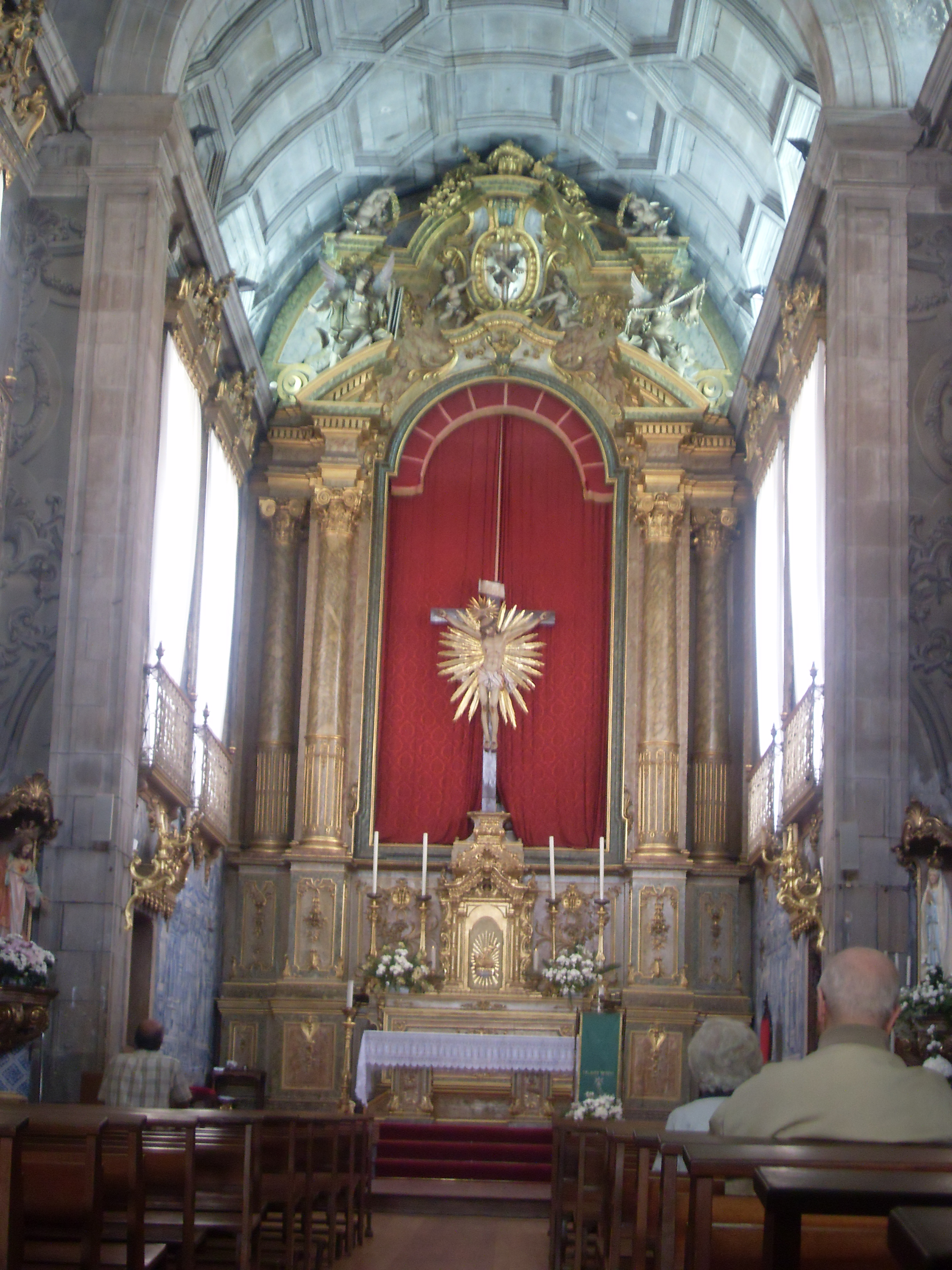
Maître-autel
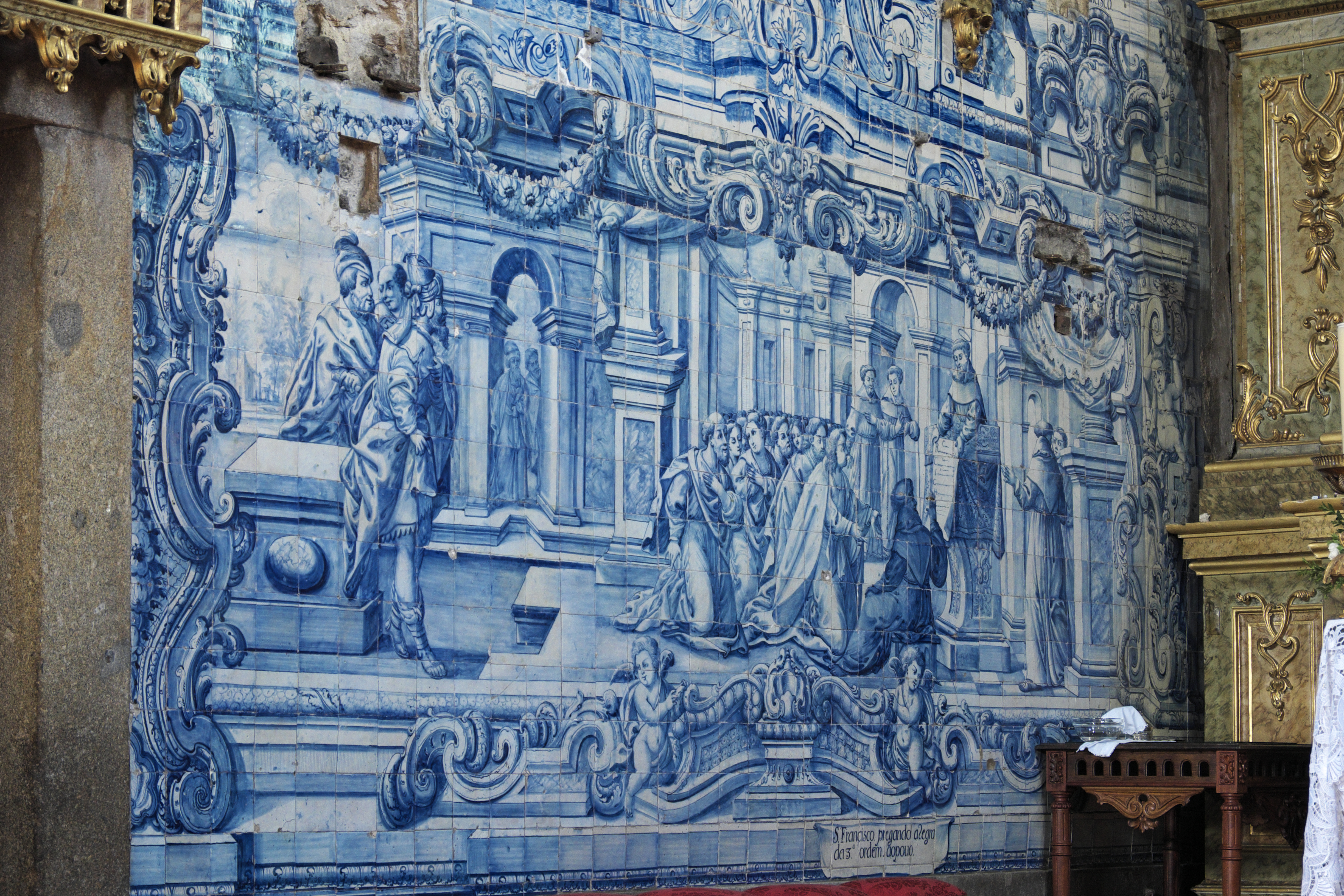
Mur d'azulejos

## Source de la traduction
- (pt) Cet article est partiellement ou en totalité issu de l’article de Wikipédia en portugais intitulé « Igreja dos Terceiros » (voir la liste des auteurs).